# 梁坤
梁坤（1813年—1886年），俗稱鐵橋三，廣東南海縣人，年幼時就非常嗜武，到處尋訪名師。後來有機會遇到洪拳巨子、福建莆田少林寺的覺因和尚，對他的武功非常景仰，遂拜其爲師，入廣州白雲山能仁寺帶髮修行。在寺中學藝七年，得到覺因的悉心教誨，盡得其師真傳，成爲洪拳傳入廣東後的一位代表人物。廣東十虎之一，著名武術為鐵線拳。有洪拳大師之稱。

## 生平
生於清嘉慶年間，歷咸豐同治兩世，卒於光緒年間。
少時拜少林名手李遂成為師，平生好習拳技，遊覽各地，尋師訪友，苦練少林武術，練得橋手如鐵。好與佛家往還，在廣州市彩虹橋廣昌梁布廠任教，技壓各方拳勇，聲名大振。
在廣州河南海幢寺隨圓光和尚練習三十六點銅環棍。鐵橋三因染有阿芙蓉（即鴉片）癖者，圓光和尚命其戒煙，鐵橋三從之，決心戒絕，苦練棍法，但因年事已老，體力不勝，積勞成疾，染病而卒，享壽七十齡。